# Revuelta cretense de 1866-1869
La revuelta cretense de 1866-1869, en griego: η Μεγάλη Επανάσταση / i Megáli Epanástasi, "la gran revuelta", fue una insurrección en Creta contra la ocupación otomana. Esta insurrección fue parte de un movimiento más amplio para la independencia de la isla del Imperio Otomano, que la había controlado desde mediados del siglo XVII. La revuelta de tres años se considera a menudo el apogeo de la lucha contra los otomanos, marcada en particular por la masacre del monasterio de Arkadi en noviembre de 1866.
Esta sublevación llevó a la inclusión de Creta en la más amplia "Cuestión Oriental" que luego enfrentó los intereses diplomáticos de las grandes potencias europeas entre sí.

## Antecedentes

### Guerra de Independencia griega y paréntesis egipcios

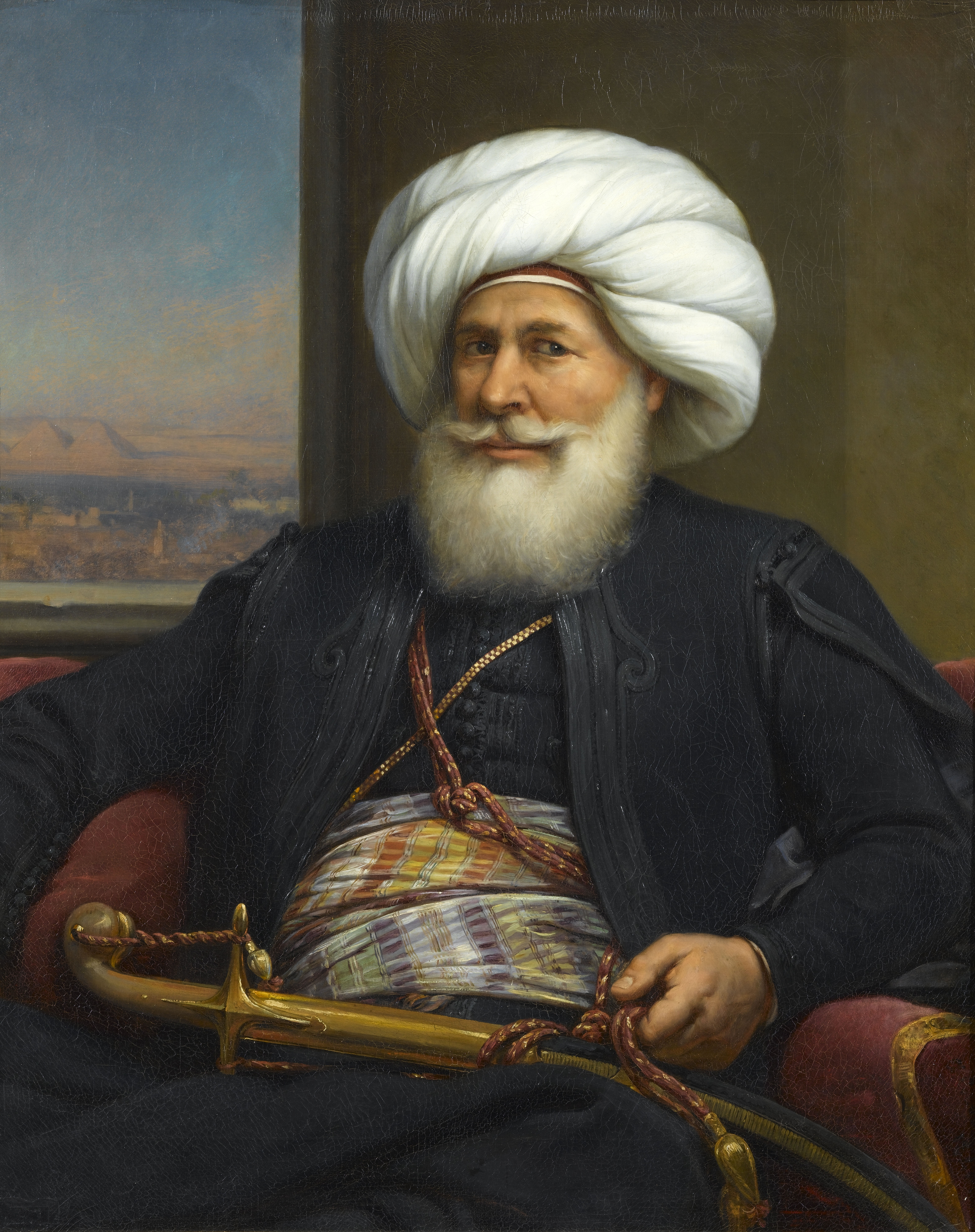
Méhémet Ali

Iniciada en 1648, la conquista de Creta por el Imperio Otomano terminó en 1669 con el fin del sitio de Candía. El período otomano en la historia de la isla estuvo marcado por insurrecciones. En 1821, Grecia se levantó contra los ocupantes otomanos, y Creta participó en la guerra de independencia. Pero en 1830, al final de la guerra, la gran isla no era parte del nuevo estado griego. El Protocolo de Londres del 7 de febrero concede la isla a Mehmet Alí de Egipto, por los servicios prestados al Imperio Otomano durante la guerra de independencia en el Peloponeso. Mehmet Ali nombró a Mustapha Naili Pasha como gobernador de la isla.
Consciente de la dificultad de la tarea, y con el fin de atraer los favores de las grandes potencias, Mehmet Ali lanzó una serie de medidas destinadas a garantizar una cierta igualdad entre musulmanes y cristianos. Se crearon dos cuerpos administrativos, llamados surades, en Heraclión y La Canea. Otras dos asambleas más pequeñas se establecieron en Rétino y Sfakiá. En estas asambleas había funcionarios turcos y un representante musulmán y cristiano por cada provincia de la isla. Esta representación de los cristianos en una asamblea, aunque nueva, es bastante relativa, ya que su número era menor que el de los representantes musulmanes, mientras que los cristianos son mayoría.
El período egipcio fue un período de grandes obras en toda la isla: se crearon por primera vez desde el período veneciano carreteras, puentes, puertos. La administración egipcia prestó especial atención a la educación y fundó escuelas para musulmanes y cristianos. Finalmente, en 1832, se realizó el primer censo de la historia de Creta y se publicó el primer periódico en griego y en árabe, llamado Kritiki Ephimeris.
Mehmet Ali garantizó la amnistía a los insurgentes cretenses durante la guerra de independencia si dejaban las armas y vivían en paz. Pero estas medidas pacificadoras no fueron unánimemente aceptadas: fueron rechazadas tanto por muchos musulmanes, que prefierían dejar la isla para establecerse en Asia Menor o en Alejandría, como por los cristianos que se niegan a deponer las armas y optan por exiliarse en Grecia.

### El retorno de los otomanos

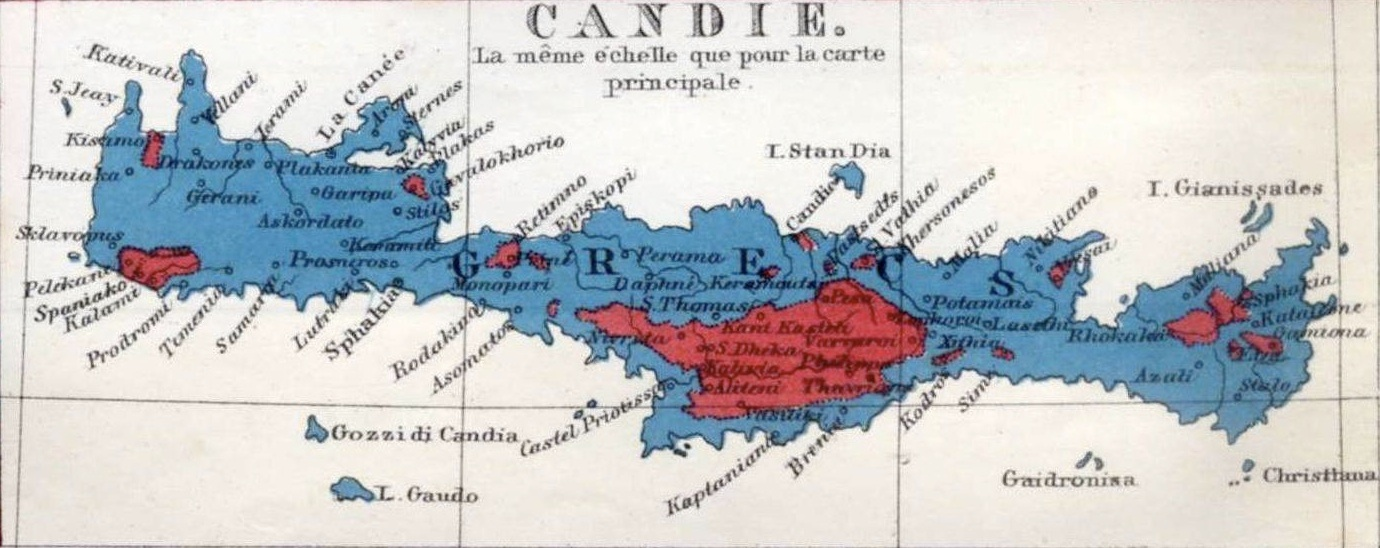
Mapa de 1861 que muestra la presencia de griegos (en azul) y turcos (en rojo) en Creta

Este paréntesis egipcio, un período de relativa paz a pesar de un intento de insurrección en 1833, duró unos diez años: en 1840, la derrota sufrida por Mehmet Ali en Siria a manos del Imperio Otomano llevó al retorno de Creta bajo la autoridad del sultán. En efecto, las grandes potencias, deseosas de preservar el equilibrio de sus respectivos intereses en la región, deseaban mantener intacto el poder otomano y decidieron por el Tratado de Londres de 1840 entregarle Creta, lo que desencadenó inmediatamente un nuevo levantamiento en la isla. Desde finales de 1840, los líderes cretenses exiliados en Grecia, en particular Alexandros Kumunduros, futuro primer ministro de Grecia, regresaron a la isla para organizar la revuelta. La revuelta estalló el 22 de febrero de 1841 en toda la isla, pero cesó en abril, cuando las grandes potencias se negaron a intervenir en el conflicto. Muchos rebeldes y civiles se exiliaron en Grecia.
Mustapha Pasha se convirtió en gobernador de Creta y llegó a la isla el 31 de octubre de 1842. Estuvo allí hasta 1850 y su nombramiento como Gran Visir.
Se pusieron en marcha nuevas reformas de la administración. Además del traslado de la capital de Heraclion a Chania y la división de la isla en 23 provincias (kazas), se nombraron consejeros provinciales en los principales centros de cada provincia. Estaban asistidos por dos sargentos, uno musulmán (bulukbaşı) y otro cristiano (kastelyağaşı).
El 30 de marzo de 1856, el Tratado de París obligó al Sultán a aplicar el Hatti-Houmayoun, es decir, la igualdad civil y religiosa de cristianos y musulmanes. Las autoridades otomanas de Creta se mostraron reacias a hacer este cambio. Hasta entonces, los cristianos tenían que pagar jarach, doble capitulación a los no musulmanes de acuerdo con la ley Sharia, lo cual era un poderoso incentivo para que las poblaciones cristianas (ma'mīnīm) o judías (avdétis) de la isla se convirtieran al islam. Pero algunas de estas conversiones fueron recientes y de fachada, y Hatti-Humayoun obligó a muchos musulmanes recientes a volver a sus creencias anteriores. La introducción de nuevos impuestos y el toque de queda aumentaron el descontento. En abril de 1858, 5000 cretenses se reunieron en Boutsounaria. Por último, el firmán del 7 de julio de 1858 garantizaba a los cretenses franquicias en materia religiosa, judicial y fiscal. También se crearon consejos de ancianos. Bajo la autoridad directa de la Iglesia hay consejos de siete miembros establecidos en Heraclion y Chania, y uno de seis miembros en Rethymnon. Un miembro del clero era nombrado por la Iglesia, los otros seis miembros eran elegidos por los gremios de comerciantes o la burguesía local. Se establecieron consejos similares para la población musulmana.
Durante las siguientes cuatro décadas, hasta la independencia en 1898, estallaron revueltas cada vez que se cuestionaba a Hatti-Houmayoun.
Una segunda causa de la sublevación de 1866 fue la intervención en la organización de los monasterios cretenses del Wali de Creta, Hekim Ismail Pasha. Desde 1862, varios laicos abogaron por que la propiedad de los monasterios quedara bajo el control de los Consejos de Ancianos, con el fin de crear escuelas laicas, pero se encontraron con la oposición de los religiosos que, hasta entonces, habían sido el único papel de δασκάλοι, maestros de los niños de cada parroquia y vectores de la supervivencia del helenismo en la Grecia otomana. Ismail Pasha intervino en esta disputa interna entre los cristianos nombrando a los responsables de debatir el tema, cancelando la elección de los miembros "indeseables" y arrestando y encarcelando a los miembros del comité encargado de ir a Constantinopla para discutir el tema con el Patriarca de Constantinopla. Esta intervención provocó reacciones violentas entre la población cristiana de Creta.

## La insurgencia

### Rally en Aghia Kyriaki

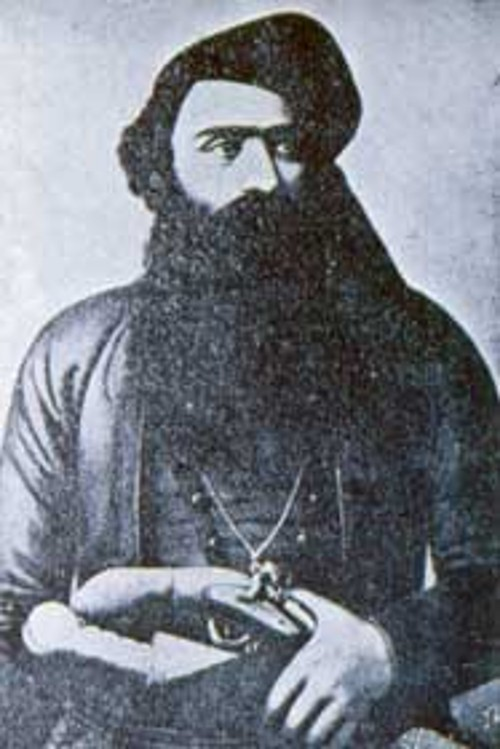
Hatzimichalis Yannaris, jefe cretense de La Canée

En la primavera de 1866, se celebraron reuniones en varios pueblos. El 14 de mayo se celebró una asamblea en el monasterio Aghia Kyriaki en Boutsounaria, cerca de Chania, y se redactó una petición que se envió al sultán, pero también a los cónsules de las grandes potencias presentes en Chania. Sus demandas teníann diez puntos.
- la reducción de impuestos;
- mejora del transporte público (diligencias y goletas);
- la aplicación de las disposiciones adoptadas en los tribunales y los diversos consejos;
- mayor libertad de religión para los no musulmanes;
- la creación de un banco de préstamos;
- la apertura de todos los puertos al comercio;
- el establecimiento de escuelas y hospitales públicos;
- el derecho a utilizar el idioma griego en los procedimientos judiciales;
- la garantía de las libertades personales;
- amnistía para los que participaron en las revueltas anteriores.

Una segunda petición fue firmada al día siguiente, de nuevo en Aghia Kyriaki, esta vez dirigida a los soberanos de Francia y Gran Bretaña y al Zar de Rusia, pidiendo la unión de Creta con Grecia. Después de producir estos documentos, la asamblea se dispersó y solo se mantuvo un comité en espera de la respuesta oficial.
Antes de que se enviaran los documentos, los cretenses ya se habían puesto en contacto con los cónsules rusos y griegos en Chania. El primero se oponía a cualquier movimiento revolucionario en la isla y les aconsejó que eligieran el camino pacífico de pedir reformas, prometiéndoles su probable apoyo. El cónsul griego, también, evitó enviarles cualquier señal de aliento a la revuelta, aconsejándoles que se contentaran con tratar de bajar los impuestos. En efecto, el gobierno griego desaprobaba enérgicamente cualquier movimiento insurreccional por el momento, creyendo que la situación política en Europa no era propicia para tal empresa.
Incluso antes de la respuesta del Imperio Otomano, los musulmanes se concentraban en las ciudades fortificadas de la isla y en los fuertes rurales, mientras que los cretenses se reunían en las montañas por miedo a las masacres. Grupos de rebeldes llamados columnas se reunieron en las montañas a principios del verano de 1866. Ismail Pasha pidió la disolución del comité, cuya sola existencia es considerada un acto revolucionario. La respuesta del Sultán se hizo pública el 20 de julio. Rechazaba las demandas de los cretenses. El Sultán creía que los cretenses, más que cualquier otro súbdito del Imperio, gozaban de privilegios y por lo tanto no tenían razón ni derecho a exigir la abolición de los impuestos. En cuanto a las escuelas, los hospitales y el transporte, admitió que se pueden hacer mejoras, pero solo de forma limitada. Por otra parte, el Sultán creía que por estas peticiones, los cretenses se comportan de una manera que solo puede considerarse como una rebelión. Ordenó al gobernador de la isla que envíe tropas para arrestar a los líderes del movimiento y dispersar al resto por la fuerza.

### Proclamación de la revuelta
Esta negativa de la Sublime Puerta decidió al comité a redactar una declaración de revolución, firmada el 20 de julio en Brosnero, y a enviarla a los cónsules de los poderes. El 2 de septiembre del calendario gregoriano y el 21 de agosto del calendario juliano, la asamblea revolucionaria convocó al pueblo cretense a rebelarse contra el yugo otomano desde la aldea de Askýfou, cerca de Sfakiá, y proclamó la unión de Creta con Grecia.
A medida que se aclaraban las premisas de una revuelta, los griegos en Grecia, especialmente los cretenses que vivían en la Grecia continental, se movilizaron para proporcionar a los insurgentes dinero, armas y alimentos. En Atenas se organizó un comité central de apoyo a los cretenses: estaba encabezado por el entonces gobernador del Banco de Grecia, Markos Renieris. Durante la insurrección, los barcos griegos forzaron el bloqueo otomano para abastecer la isla y evacuar a los heridos.
La revuelta comenzó oficialmente con la declaración de la asamblea, pero los primeros enfrentamientos tuvieron lugar en el distrito de Selino, en el suroeste de la isla, incluso antes de la proclamación oficial de la revolución. Kriaris, liderando el levantamiento en la provincia de Selino, se apoderó de fortalezas como la de Stavros y obligó a los turcos a refugiarse detrás de los muros de Kántanos. Cinco días después de la proclamación oficial del levantamiento, cerca de Chania, el Sahin egipcio trató de bloquear el camino a Sfakiá. Liderando una tropa de 5000 hombres, intenta tomar el control de la región de Vryses, tratando de cortar las rutas de comunicación de los rebeldes Sphakian. Pero fue asediado por los rebeldes Apokóronas, que lo obligaron a retirarse a Chania, abandonando allí sus suministros.

### Fuerzas en oposición
A las primeras señales de advertencia de una insurrección, a principios del verano de 1866, el Imperio Otomano envió 4600 hombres para reforzar las tropas egipcias ya presentes permanentemente. Así, antes del comienzo del conflicto, el ejército otomano contaba con 25 000 hombres. Otros refuerzos desembarcaron en la isla poco después del comienzo de la revuelta, elevando la cifra a 45 000 en septiembre de 1866, encabezados primero por Mustapha Pasha y luego, a partir de marzo de 1867, por Omer Pasha, que acababa de distinguirse en una feroz represión en Bosnia y Montenegro. A esto hay que añadir los cerca de 10 000 turco-cretones movilizados en ocasiones por el Imperio Otomano. Más que en número, los turcos son superiores a los guerreros cretenses en cuanto a su equipamiento más moderno, posibilidades de suministro y apoyo económico. Además, el ejército otomano está organizado y dotado de líderes militares experimentados.
Los rebeldes cretenses son unos 25 000 hombres, que a menudo son experimentados, resistentes, conocen muy bien el terreno y aprovechan las montañas para convertir el conflicto en una guerra de guerrillas. Pero a menudo se ven obligados a abandonar la lucha para cuidar de sus familias.
El poder revolucionario fue ejercido por la asamblea general y, desde principios de 1867, por un gobierno provisional. Este gobierno no tuvo un lugar fijo ni un número fijo de miembros. Se movía en las montañas según las necesidades de la rebelión. En realidad, los cretenses no tenían un comandante en jefe que dirija todas las operaciones, aunque tres señores de la guerra llevan este título: Ioannis Zymvrakakis, hermano del ministro griego de ejércitos, es el jefe de las operaciones militares en la región de Chania; Panos Koronaios, coronel griego, dirigió las operaciones en la región de Rethimno; y Michalis Korakas está a cargo de la parte oriental de la isla. Los dos primeros son soldados de carrera y son griegos. No conocen bien la isla y no están familiarizados con las técnicas de la guerrilla. Korakas no es un soldado de carrera, pero tiene un muy buen dominio de la geografía del país. Muchos otros líderes militares, o Kapetanos, dirigen operaciones en áreas específicas de la isla. A menudo no tenían entrenamiento militar pero tienen la ventaja de conocer muy bien la isla y sus montañas.
| Nombre                 | Provincia       |
| ---------------------- | --------------- |
| Hatzimichalis Yannaris | Kydonia         |
| Konstantinos Kriaris   | Sélino          |
| Kostaros Voloudakis    | Apokóronas      |
| Stamatis Hionoudakis   | Sfakia          |
| Michalis Tsouderos     | Agios Vasileios |
| Michalis Skoulas       | Mylopotamos     |
| Paul Dedidakis         | Malevízi        |
| Nikolaos Theiakakis    | Monofasi        |
| Antony Zographos       | Pediada         |
| K. Sphakianakis        | Mirabello       |
| A. Katechakis          | Temenos         |

## Reacción otomana
Ante estos difíciles comienzos, el Imperio Otomano y Egipto reemplazaron a sus líderes militares. En los tres años siguientes al conflicto se nombraron no menos de cinco gobernadores para sofocar la insurgencia.· Egipto reemplazó a Sahin con su ministro de Guerra, Ismail Pasha; el sultán envió a Mustapha Pasha Giritli. Desembarcó en Creta el 30 de agosto de 1866 e inmediatamente ordenó a los rebeldes que depusieran las armas en cinco días. A cambio, prometió implementar reformas justas. La asamblea revolucionaria, reunida el 7 de septiembre en Kamboi, rechazó esta propuesta.

### Mustapha y la Isla Oeste
Mustapha comenzó a luchar contra los insurgentes. Entre el 8 y el 11 de septiembre, los empujó de vuelta a Maláxa, y luego se dirigió a Selino para ayudar a las tropas otomanas sitiadas en Kántanos. Después de liberar a Kándanos, regresó a Chania, pero sus tropas fueron emboscadas el 21 de septiembre, en la que perdió muchos hombres. La tercera fase de la campaña de Mustapha estuvo dirigida contra las zonas montañosas cercanas a Chania, donde estaban estacionados muchos rebeldes. Quemó el pueblo de Lakkoi, el pueblo de Hadji-Michalis Yannaris, y luego los de Therissos y Meskla. Sin embargo, sus tropas fueron empujadas de vuelta a Aliakes y luego sufrieron pérdidas de 1500 hombres en Kerameia. Obligado a retirarse de las montañas, Mustapha ahora llevó sus ofensivas en la llanura de Apokóronas. Así, el 12 de octubre, Zymvrakakis fue derrotado en Vafes y sufrió grandes pérdidas.
La derrota cretense en Vafes debilitó la moral de los insurgentes, muchos de los cuales perdieron la esperanza. Mustafá volvió a pedir que se depusieran las armas y prometió una amnistía. También ofreció a los griegos que habían venido a ayudar a los cretenses la oportunidad de volver al continente a salvo. Sobre todo, busca la sumisión de los Sfakiotes, y muchos pueblos alrededor de Sfakia se rinden. En otras regiones, como la Lassithi, los pueblos también se rindieron, lo que sugiere que la revuelta se estaba extinguiendo.

### Operaciones en Creta Oriental
Las operaciones militares otomanas en la parte oriental de la isla comenzaron a principios de septiembre de 1866 en la región de Heraklion. Las mujeres y los niños del pueblo de Agios Myron que se habían refugiado en una cueva fueron masacrados. Las tropas se mueven entonces hacia Almyro pero fueron repelidas el 8 de septiembre. Sin embargo, el día 13, en Kastamonitsa y Amariano, los insurgentes no pudieron repeler a los 8000 turcos y se vieron obligados a retirarse después de perder a 70 de ellos, incluido el jefe local, Emmanuel Tyllianakis.
A finales de diciembre, el vapor Panhellenion llegó a Creta con el coronel Dimitrios Petropoulakis a bordo, acompañado por 350 voluntarios. Desembarcaron en Fodele donde fueron inmediatamente atacados por las fuerzas turcas y obligados a refugiarse en las montañas hacia Malevízi. Sin embargo, el 15 de enero de 1867, los turcos fueron derrotados en Tylissos donde 600 de ellos fueron muerto. En el lado cretense, el jefe local Paul Dedidakis también murió en combate.

## El drama de Arkadi

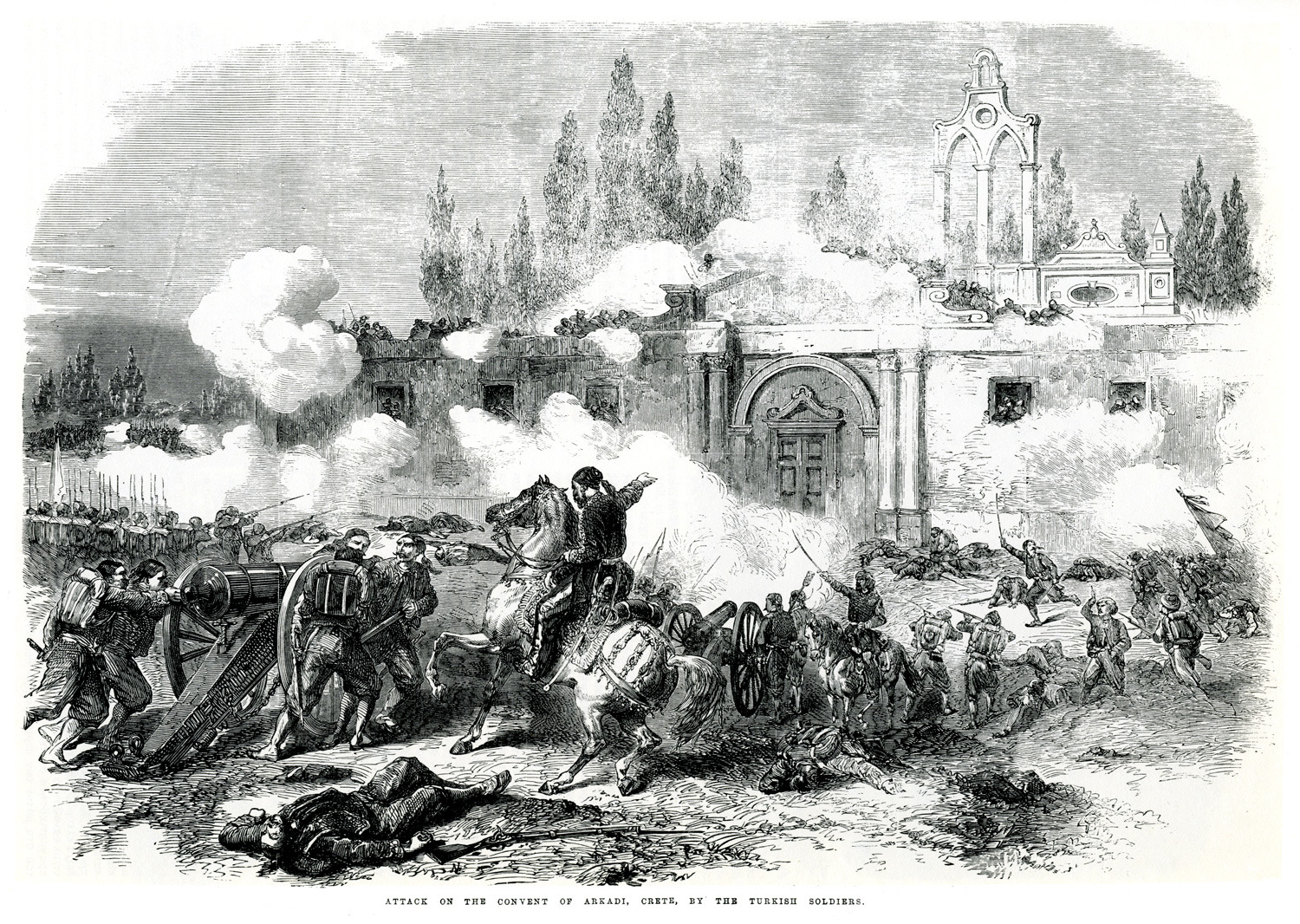
El ejército otomano asalta el monasterio de Arkadi, The Illustrated London News, 1867.

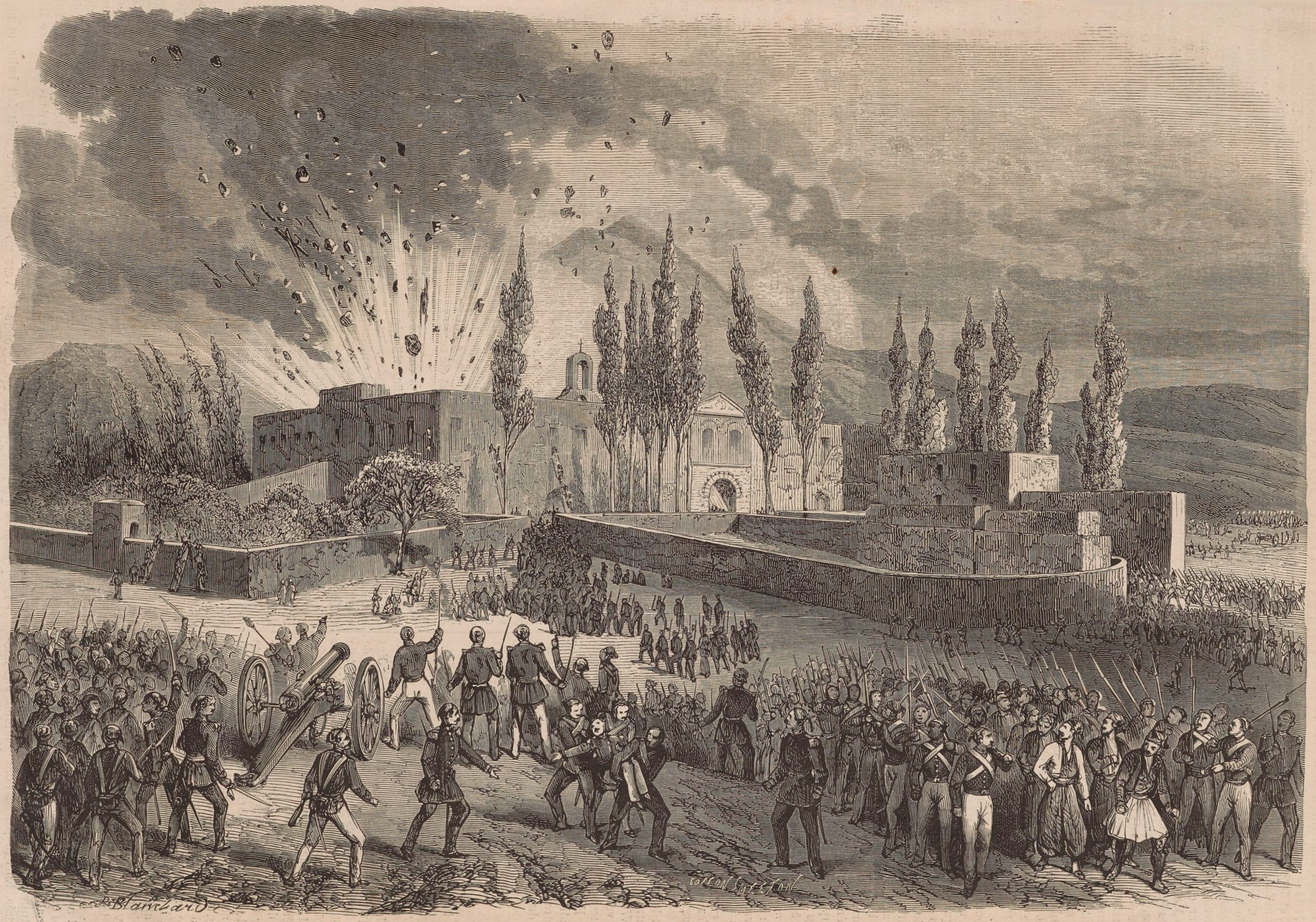
Explosión del Monasterio de Arkadi, grabado de autor desconocido, 1867

El Comité Revolucionario de Rethymno se asentó en el Monasterio de Arkadi. Panos Koronaios nombró a Ioanis Dimakopoulos como comandante de la guarnición, asistido por el abad Gabriel Marinakis.
Después de su victoria en las Apokóronas, Mustafá avanza hacia la región de Rethimno. El 8 de noviembre de 1866, su ejército de 15 000 hombres rodeó el monasterio de Arkadi. 300 rebeldes y 600 mujeres y niños se refugiaron allí. A pesar de su vasta superioridad numérica, los turcos no pudieron tomar el monasterio el primer día. Al día siguiente, la puerta occidental cedió y, mientras los otomanos se precipitaban en el monasterio, los insurgentes volaron los polvorines, prefiriendo causar la pérdida de 964 personas en lugar de rendirse. Cerca de 100 cretenses fueron hechos prisioneros y solamente tres o cuatro de ellos lograron escapar. En el lado turco, 1500 fueron muertos.

## Hacia el fin de la revuelta

### Últimas campañas de Mustapha

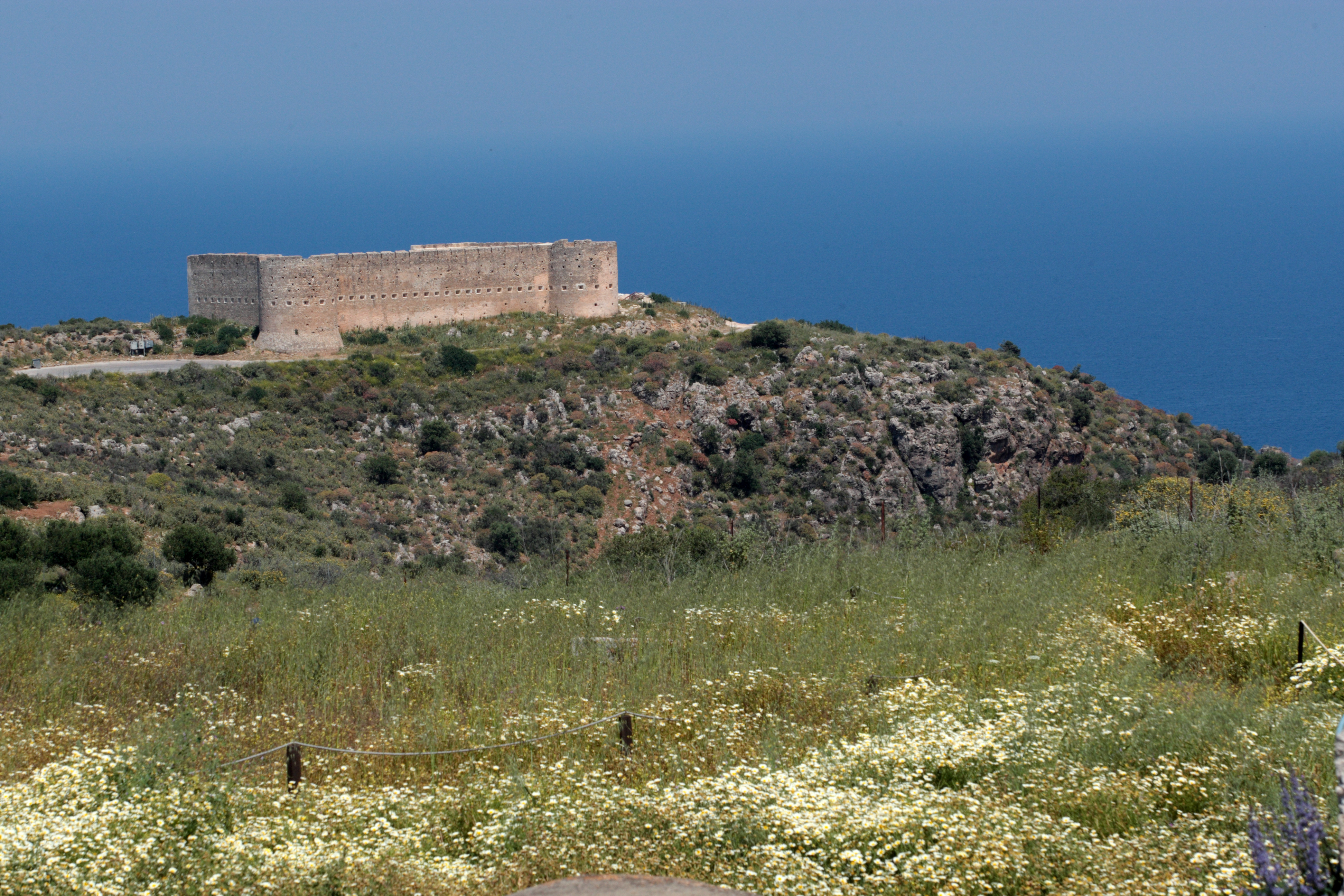
La fortaleza de Aptera, reconstruida por los otomanos tras la revuelta de 1866-1969.

Después de los acontecimientos de Arkadi, Mustapha dirigió de nuevo sus operaciones contra las zonas montañosas de la región de Chania, el 27 de noviembre, y luego contra la región de Selino. Se aprovechó de la falta de coordinación entre los principales líderes cretenses debido a un desacuerdo en la organización del mando. Por lo tanto, se redujo la resistencia presentada a Mustapha.
Su nuevo objetivo se convirtió en Sfakiá. Las tropas otomanas fueron transportadas por barco a la costa sur de la isla cerca de Sfakiá (Agía Rouméli y Frangokastello) a finales de 1866. El mismo Mustapha va a Frangokastello en enero. En una posición delicada, los esfakiotas se refugian en las calas con la esperanza de ser rescatados por los barcos griegos y europeos estacionados en la costa.
El duro invierno obliga a Mustafá y a sus tropas a retirarse. Sin embargo, obtuvo la rendición de varios pueblos y sus líderes. Pero en el camino de vuelta a Chania, el ejército otomano fue atacado en el desfiladero de Katre, donde murieron 500 soldados.
El Imperio Otomano, enfrentado a la presión internacional, decidió, en enero de 1867, enviar a Creta a Server Efendi, portador de un decreto imperial que anunciaba la celebración de elecciones y el nombramiento de representantes, un musulmán y un cristiano en cada una de las provincias de la isla, enviados a Constantinopla para tratar la cuestión cretense. La misión de Server no dio frutos y el sultán decidió entonces retirar a Mustapha y reemplazarlo por el croata convertido al islam, Omer Pasha.

### Omer Pacha

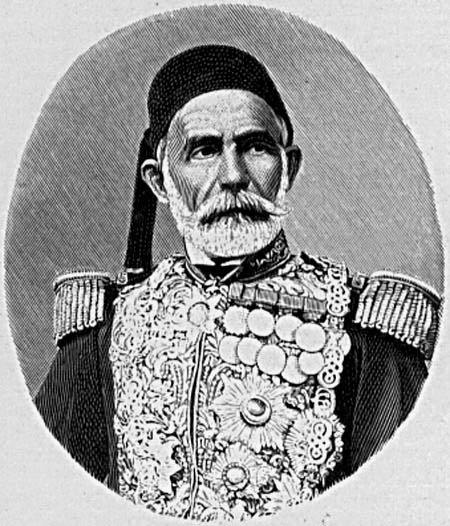
Omer Pacha

Omer Pasha llegó a Creta en marzo de 1867 y dirigió un ejército de 25 000 soldados turcos y egipcios. El objetivo prioritario de Omer era Sfakiá, al que atacó en abril en varios frentes sin lograr su objetivo. Luego centró sus esfuerzos en la parte oriental de la isla, dejando a Mehmet Pasha en Apokóronas y a Ali Sarchos en Chania para contener la actividad rebelde en el oeste de la isla e impedir que enviaran refuerzos a los insurgentes en el este. Continuamente atacado por los rebeldes en las regiones de Mylopotamo y Malavizi, no llegó a Heraklion hasta el 10 de mayo. A partir de ahí, ideó su plan para la región de Lassithi, que, como Sfakiá en el oeste de la isla, era la base rebelde y el principal punto de suministro para el este de la isla.
Korakas y otros jefes locales bloquean los caminos de acceso a la meseta de Lassithi, mientras que Omer concentraba sus fuerzas en Kastelli, a las que se unen las de Ali Sarchos e Ismael Pasha  desde el oeste. Desde Kastelli, Omer logra atravesar la cumbre del Monte Efendis, uno de los principales picos del Macizo de Ida, y luego desciende hacia la meseta de Lassithi, donde se reúnen los insurgentes (21 de mayo). Korakas, con un pequeño regimiento de caballería, logró contener las fuerzas turcas al principio, antes de ceder a la superioridad numérica y técnica. La meseta fue entonces devastada por los hombres de Omer.
El éxito de Omer fue efímero: inmediatamente después de la salida de los turcos para Heraklion, los habitantes e insurgentes volvieron a la llanura de Lassithi.
Cuando Omer regresó al oeste a Chania, parte del ejército fue a la llanura de Messara. El 13 de junio, se enfrentó a los cretenses en Gergeri y sufrió grandes pérdidas. Omer se unió a su ejército en Tymbaki, en la Massara, para organizar un nuevo ataque contra Sfakiá. El 23 de junio, una parte de su ejército zarpó hacia la región de Sfakiá, mientras que el resto pasó por el interior de la isla y se unió a las tropas de Omer en Askýfou. A pesar del refuerzo de cretenses de otras regiones para defender Sfakiá, Omer Pasha logró doblar la región e infligir una gran destrucción en el propio pueblo de Sfakiá. Sin embargo, una ola de calor causó una escasez de agua y una vez más obligó a los turcos a retirarse y abandonar la región.
Otra campaña, esta vez dirigida contra la meseta de Omalós y las gargantas de Samaria, que comenzó el 31 de julio, no tuvo éxito.
Las campañas de Omer muestran que el ejército turco es en gran medida capaz de competir y dominar a los rebeldes cretenses, pero que le resulta difícil imponer una hegemonía permanente y estable, especialmente en las zonas más remotas e inaccesibles. Cada vez que el ejército turco se retiraba, los insurgentes retomaban inmediatamente sus posiciones. Además, la situación y la creciente indignación de la comunidad internacional obligan al Sultán a cambiar su política en Creta y a adoptar una política de concesión y conciliación.

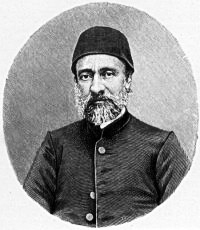
fotografía: retrato de hombre barbudo con fez

El 5 de septiembre de 1867, el Sultán llamó a Omer Pasha, le concedió una amnistía general y anunció un alto el fuego de cinco semanas. El Gran Visir Mehmed Emin Ali Pasha fue enviado a Creta para traer una nueva constitución que preveía la relativa autonomía de la isla y otorgaba privilegios a la población cristiana. A su llegada el 22 de septiembre de 1867, Ali Pasha informó a la asamblea revolucionaria que estaba dispuesto a estudiar cualquier forma de gobierno, con la condición de que los cretenses depusieran las armas en un plazo de 45 días y renunciaran a la unión con Grecia. La asamblea se negó y las hostilidades continuaron. Sin embargo, Ali comenzó a lanzar sus reformas, anunciando la celebración de elecciones y llamó a una apariencia de asamblea en Chania, compuesta por treinta musulmanes y veinte cristianos, ninguno de los cuales era un miembro reconocido de la sociedad cretense: muchos aceptaron el nombramiento bajo presión o a través de la corrupción.

### La ley orgánica
El 11 de noviembre de 1867, Ali propuso a la asamblea de Chania un nuevo proyecto administrativo que consistía en catorce medidas relativas a la administración de Creta. Estas medidas, conocidas como la Ley Orgánica, incluían una serie de privilegios.
Así, Creta fue elevada al rango de Vilayet, supervisada por un vali, o gobernador general. La isla se dividió en cinco consejos y veinte provincias.
| (capital)                       | Provincia       |
| ------------------------------- | --------------- |
| Consejo de La Canée (La Canea)  | Kydonia         |
|                                 | Sélino          |
|                                 | Kissamos        |
| Consejo de Sfakiá (Vámos)       | Sfakia          |
|                                 | Agios Vasileios |
|                                 | Apokóronas      |
| Consejo de Rethymnon (Rétino)   | Rethymnon       |
|                                 | Mylopotamos     |
|                                 | Agios Vasileios |
| Consejo d'Héraklion (Heraclión) | Malevízi        |
|                                 | Temenos         |
|                                 | Kanourio        |
|                                 | Pyrgiotissa     |
|                                 | Monofatsi       |
|                                 | Viannos         |
|                                 | Pediada         |
| Consejo du Lassithi (Neapoli)   | Merabello       |
|                                 | Ierapetra       |
|                                 | Sitia           |

Esta ley daba a los cristianos la oportunidad de ser nombrados en todos los niveles de la administración y los tribunales. La ley también preveía la desgravación fiscal, la creación de un banco y la equivalencia total de los dos idiomas, el griego y el turco. Por último, se nombrará una asamblea con poderes legislativos a nivel local..
Estas directivas fueron promulgadas por un decreto imperial de fecha 8 de enero de 1868 y se hicieron públicas en Creta el 3 de febrero.
Se supone que las concesiones propuestas deben apaciguar a los cretenses, ya que responden a las demandas hechas antes de la revuelta. Sin embargo, después de más de un año de conflicto, los rebeldes muestran mayores ambiciones y ya no estaban satisfechos con estas concesiones.

## Epílogo

### Final de la revuelta

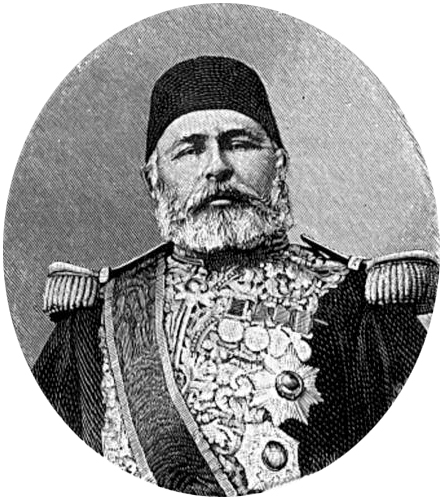
Hüseyin Avni Pacha

Sin embargo, la lucha de los insurgentes cretenses no cesó tras la promulgación de la Ley Orgánica y Ali Pasha regresó a Constantinopla y en noviembre de 1867, Hüseyin Avni Pasha se convirtió en gobernador de Creta.
El curso de acción de Hussein fue diferente al de sus predecesores. Al darse cuenta de que las campañas militares realizadas hasta entonces habían tenido escasos resultados y no habían logrado ninguna mejora duradera, decidió tomar el control de las provincias iniciando la construcción de una multitud de torres y fuertes en lugares estratégicos. Formando una cadena que cubría toda la isla, estas torres debían asegurar un control militar permanente y una mejor vigilancia de los insurgentes. Este sistema demostró ser eficaz, ya que la lucha de los insurgentes se limitó a la guerra de guerrillas durante 1868, sin producir efectos notables.
Además, la ayuda de Grecia es cada vez más difícil, especialmente después de que los puertos se hicieron accesibles sólo a los buques debidamente autorizados. El vapor Arkadion fue hundido frente a la costa sur de Creta y en diciembre de 1868 el Enosis fue cazado hasta la isla de Syros, desde donde se le impidió regresar al mar. En octubre de 1868, la rebelión se extinguió por primera vez en el oeste de Creta con la destrucción de Sfakiá. En el este, Korakas intenta mantener la revuelta, pero en vano.
El gobierno insurreccional terminó abruptamente el 11 de diciembre de 1868. Está asediada en Gonia y la mayoría de sus miembros son asesinados. El 30 de diciembre, los dirigentes de las seis provincias orientales decidieron continuar la lucha, pero ya no contaban con el apoyo de la población.
En enero de 1869, la conferencia de París se celebró sin un representante griego. Invitó al gobierno griego a abstenerse de cualquier acción militar en la isla. Creta permaneció en manos del Sultán, pero fue declarada una provincia privilegiada, gobernada según los estatutos especiales otorgados en 1867. El golpe final de la revuelta llega el 18 de enero de 1869: el pachá de Heraclion da diez días para que los rebeldes se rindan. Al final de estos diez días, se puso precio a las cabezas de los señores de la guerra cretenses. En pánico, se reúnen en Tzermiado el 26 de enero. Divididos en la persecución que se le daría al movimiento, la mayoría de ellos, como Konstantinos Sphakianakis, decidieron rendirse. Un pequeño número se negó a dejar las armas y vivió en la clandestinidad. Unos pocos acérrimos lanzaron escaramuzas desde los desfiladeros del interior de la isla hasta la primavera de 1869.

### Regreso al orden y la perspectiva de un nuevo conflicto
Estos tres años de conflicto han dejado a Creta económicamente debilitada. Esta situación se ve agravada por la salida de 50 000 cretenses hacia el continente u otras islas griegas, principalmente mujeres y niños. Entre estos refugiados, uno de los casos más famosos es el de la familia de Eleftherios Venizelos, que partió en 1866 hacia Citera y luego hacia Syros.
A pesar de la simpatía atraída por el movimiento, especialmente después del drama de Arkadi, la insurrección no logró cambiar la visión de las grandes potencias sobre el estatus de Creta.
La asamblea de Creta, compuesta por cristianos y musulmanes, se reúne durante cuarenta días al año y se ocupa de las reformas en el transporte, las obras públicas, el comercio, la agricultura y la educación. Todas sus decisiones, sin embargo, requieren la aprobación y firma del gobierno otomano. Desde los primeros años, el ensamblaje era esclerótico y solo funcionaba muy parcialmente. La administración otomana interviene directamente en la elección de los miembros y la representación étnica es muy favorable a los musulmanes. Así, los cristianos, que constituyen el 74 % de la población, tienen una mayoría de solo dos y luego sólo un asiento. Incluso los judíos, que supuestamente representan sólo unas 50 familias, tienen un representante. Así, la población cristiana, aunque en su gran mayoría, es poco probable que sus propuestas tengan éxito. El gobernador general de la isla, que es de facto el presidente de la asamblea, dirige los debates de manera autoritaria y no duda en disolver la asamblea antes de que finalicen las sesiones de cuarenta días, antes de que se tomen medidas.
En la práctica, la Ley Orgánica nunca se aplica plenamente. Los representantes cretenses piden que se introduzcan todas las medidas previstas en los acuerdos de 1867-1868. Por el contrario, la población musulmana busca su abolición y las autoridades encarcelan o exilian a quienes protestan contra las violaciones de la Ley Orgánica.
El decenio que siguió a la revuelta de 1866-1869 fue un período difícil para Creta. Como resultado del levantamiento, la población se redujo debido a los combates, el exilio y la expulsión. Muchas aldeas estaban desiertas y la tierra ya no se cultivaba. Para mantener el orden, los sucesivos Gobernadores Generales son principalmente militares que dan poco crédito a las reformas.
A partir de 1871, el Imperio Otomano entró en un período de inestabilidad política. Los principios liberales que comenzaron a surgir en el Imperio no llegaron a Creta, donde la clase dirigente se opuso firmemente a cualquier concesión a los cristianos. En 1875, la revolución en Bosnia-Herzegovina despertó el fervor insurgente de los cretenses. Los comités revolucionarios se están reuniendo de nuevo para prepararse para una posible revuelta. El 22 de mayo de 1876, la asamblea cretense envió al sultán una serie de quejas, entre ellas la de una mejor representación de los cristianos en la asamblea. También quería asegurar que la Ley Orgánica no pudiera ser modificada por un nuevo decreto imperial. El 2 de agosto, la Puerta dio a conocer públicamente su negativa a responder positivamente a todas las quejas, excepto la fundación de un banco, el establecimiento de una escuela pública obligatoria y el derecho a publicar periódicos. Las concesiones otorgadas fueron consideradas insuficientes por los insurgentes que desencadenaron un nuevo levantamiento en 1878.

## Reacción internacional
Gran Bretaña y Francia están comprometidas con el status quo dentro del Imperio Otomano. Francia, por otra parte, se negaba a apoyar a Creta sin estar segura de su apoyo contra Prusia.
Rusia, humillada por el Tratado de París, es la única que apoya la iniciativa cretense y canaliza su apoyo a través de sus representantes en la isla. Pero Rusia, desgastada por la Guerra de Crimea, no puede actuar sola.23.
En Grecia, la insurrección goza de un amplio apoyo popular. Pero el Estado griego no puede ayudar a Creta militar y económicamente, sobre todo porque Turquía está al mismo tiempo reuniendo tropas en la frontera norte del país. Además, los políticos griegos están divididos en cuanto al apoyo que se le dará a la isla. Por ejemplo, Dimitrios Voulgaris, que está a favor de la política británica, se muestra reacio, mientras que Alexander Kumoundouros está a favor de la política rusa. En general, el gobierno griego dirigido por Venizelos Rufos se opone claramente a la revuelta. Grecia hace la vista gorda a las búsquedas y salidas de los voluntarios y no puede hacer más. Desde el comienzo de la revuelta, el dinero, la comida y las municiones fueron recolectadas en Grecia y enviadas a la isla. En Atenas, se organizó un comité de apoyo dirigido por un abogado de origen cretense, Markos Renieris, que también era gobernador del Banco de Grecia. Desde la isla de Syros se organizó otro comité que también envió municiones y voluntarios. Durante la revuelta, los barcos Hydra, Panhellenion, Arkadion, Creta y Enosis forzaron el bloqueo para llevar refugiados a Grecia.
Pero la crisis de Creta condujo a la inestabilidad política en la propia Grecia: no menos de seis gobiernos se sucedieron durante los tres años del conflicto.

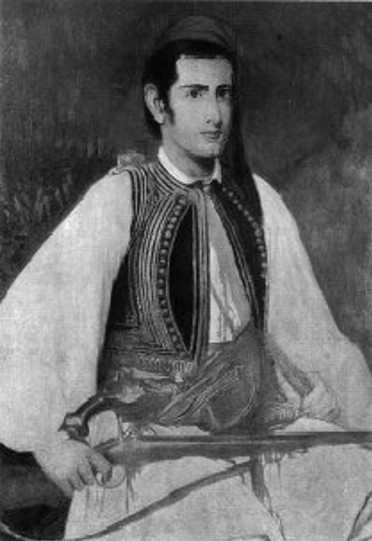
retrato en blanco y negro de un hombre con traje tradicional y un rifle

La tragedia de Arkadi es un punto de inflexión para la opinión mundial. El evento recuerda el episodio de Misolongi y muchos filohelenos de todo el mundo se pronuncian a favor de Creta. Voluntarios serbios, húngaros e italianos llegaron a Creta. Gustave Flourens, entonces profesor del Colegio de Francia, se involucró y llegó a Creta a finales de 1866. Formó un pequeño grupo de filocretas con otros tres franceses, un inglés, un americano, un italiano y un húngaro. Este grupo publicó un folleto sobre La «Cuestión Oriental y el Renacimiento Cretense», contactó con políticos franceses y organizó conferencias en Francia y en Atenas. Los cretenses incluso lo nombraron miembro de la asamblea, pero su acción fue rechazada por las grandes potencias. La principal consecuencia de su actividad fue que el embajador francés en Grecia, Arturo de Gobineau, perdió los estribos y fue llamado a París por "errores diplomáticos". Las cartas escritas por Victor Hugo fueron publicadas en el periódico Kleio de Trieste para alertar a la opinión pública en todo el mundo. Algernon Swinburne o Giosuè Carducci le dedican odas muy encendidas.
Al no encontrar el apoyo necesario de las grandes potencias europeas, los cretenses buscaron la ayuda de los Estados Unidos. En ese momento, los Estados Unidos estaban tratando de establecerse en el Mediterráneo y mostraron interés en Creta. Los informes muestran que están buscando un puerto en el Mediterráneo y que están pensando, entre otras cosas, en comprar la isla de Milos o conseguir una isla de la Puerta. La lucha cretense está teniendo un eco favorable en la opinión pública americana. Los filohelenos americanos consiguieron hacer avanzar la idea de la independencia de la isla, y en 1868 se dirigió una solicitud de reconocimiento de Creta Libre a la Cámara de Representantes de los Estados Unidos, pero esta finalmente optó por la vía diplomática, prefiriendo respetar una política de no intervención en los asuntos otomanos.